# Miss Universe 1958
Miss Universe 1958 var den syvende Miss Universe konkurrence. Den blev afholdt i Long Beach i Californien, USA. Miss Colombia, 19-årige Luz Marina Zuluaga, vandt konkurrencen, og blev kronet af den tidliger Miss Universe Gladys Zender fra Peru.

## Resultat
- Miss Universe 1958:  Colombia, Luz Marina Zuluaga
- Andenplads:  Brasilien, Adalgisa Colombo
- Tredjeplads:  Hawaii, Geri Hoo
- Fjerdeplads:  USA, Eurlyne Howell
- Femteplads:  Polen, Alicja Bobrzowska
- Semifinalister:
  -  Chile, Raquel Molina Urrutia
  -  Danmark, Evy Norlund
  -  Tyskland, Marlies Jung Behrens
  -  Grækenland, Marily Kalimopoulou
  -  Israel, Miriam Hadar
  -  Japan, Tomoko Moritake
  -  Holland, Corine Rottschafer
  -  Peru, Beatriz Bolvarte
  -  Surinam, Gertrud Gummels
  -  Sverige, Birgitta Elisabeth Gårdman

## Specielle Priser
- Venlighed:  Japan, Tomoko Moritake
- Fotogen:  Holland, Corine Rottschafer
- Mest populære pige i paraden:  Australien, Astrid Tanda Lindholm

|  | Denne artikel om en begivenhed kan blive bedre, hvis der indsættes et (bedre) billede. Du kan hjælpe ved at afsøge Wikimedia Commons for et passende billede eller lægge et op på Wikimedia Commons med en af de tilladte licenser og indsætte det i artiklen. |